# Evelyn King
Evelyn "Champagne" King (1 de julio de 1960) es una cantante de R&B y disco, compositora y productora discográfica Estadounidense. King fue una de las cantantes más importantes de estos géneros durante las décadas de los años 1970 y 1980. También es recordada por el éxito disco "Shame" que llegó a estar en el Top 10 de la Billboard Hot 100 (#9 in 1978) (y también fue #8 en el Hot Dance Music/Club Play chart). Otros trabajos conocidos son "I'm In Love" (1981) and "Love Come Down" (1982).